# Saint-François-Xavier (métro de Paris)
Pour les articles homonymes, voir Saint-François-Xavier.
Saint-François-Xavier est une station de  la ligne 13 du métro de Paris, située dans le 7e arrondissement de Paris.

## Situation
La station est implantée au nord-est du quartier de l'École-Militaire, à sa limite administrative avec le quartier des Invalides, sous le boulevard éponyme au niveau de la place André-Tardieu. Orientée selon un axe nord-sud, elle s'intercale entre les stations Varenne et Duroc.

## Histoire
La station est ouverte le 30 décembre 1923 avec la mise en service du premier tronçon de la ligne 10 entre Invalides et l'actuelle station fantôme Croix-Rouge (fermée aux voyageurs depuis 1939).
Elle doit sa dénomination à sa proximité avec l'église Saint-François-Xavier, dédiée à saint François Xavier (1506-1562), jésuite espagnol qui fonda des missions aux Indes, au Japon et en Chine.
Le 27 juillet 1937, la station est transférée à l'ancienne ligne 14 à la suite du remaniement des lignes 8, 10 et 14 de l'époque, cette dernière reliant alors Invalides à Porte de Vanves. Ce transfert est permis par la reprise du tronçon occidental de la ligne 8 entre La Motte-Picquet - Grenelle et Porte d'Auteuil par la ligne 10, redirigeant ladite ligne 8 vers son terminus actuel de Balard en parallèle.
Le 9 novembre 1976, à la suite de la fusion de la ligne 14 avec l'actuelle ligne 13, la station est intégrée à cette dernière, laquelle est alors prolongée par phases successives depuis son terminus sud initial de Saint-Lazare et relie dorénavant Saint-Denis - Basilique (actuelle station Basilique de Saint-Denis) au nord-est ou Porte de Clichy au nord-ouest à Châtillon - Montrouge au sud.
Dans le cadre du programme « Renouveau du métro » de la RATP, les couloirs de la station ainsi que l'éclairage des quais sont rénovés dans le courant des années 2000.
En 2012, la station est équipée de façades de quais, de même que onze autres points d'arrêt de la ligne 13 dans le cadre du plan d'actions défini en 2010 pour améliorer la régularité de la ligne précitée, chroniquement saturée aux heures de pointe.

### Fréquentation
Selon les estimations de la RATP, la station a vu entrer 1 701 996 voyageurs en 2019, ce qui la place à la 266e position des stations de métro pour sa fréquentation sur 302,. En 2020, avec la crise du Covid-19, son trafic annuel tombe à 812 792 voyageurs, ce qui la classe alors au 265e rang sur 304,, avant de remonter progressivement en 2021 avec 1 213 378 entrants comptabilisés, ce qui la place à la 260e position des stations du réseau pour sa fréquentation cette année-là.

## Services aux voyageurs

### Accès
La station dispose d'un unique accès intitulé « Place André-Tardieu » débouchant sur la place précitée à l'angle formé par le boulevard des Invalides et l'avenue de Villars. Constitué d'un escalier fixe, il est agrémenté d'une balustrade en pierre de taille de style néo-classique, sur lequel est gravé le nom de la station. Cette balustrade due à l'architecte français Joseph Marie Cassien-Bernard est également surmontée de deux candélabres Dervaux, cas rare sur le réseau qui n'utilise souvent qu'un unique signal par entrée. Cette particularité se retrouve également sur certains accès aux stations Châtelet (lignes 1, 4, 7, 11 et 14), Alma - Marceau (ligne 9) et Mairie des Lilas (ligne 11), tandis qu'une bouche de métro de la station Jussieu (lignes 7 et 10) présentait la même configuration jusqu'en 2020.

Accès à la station
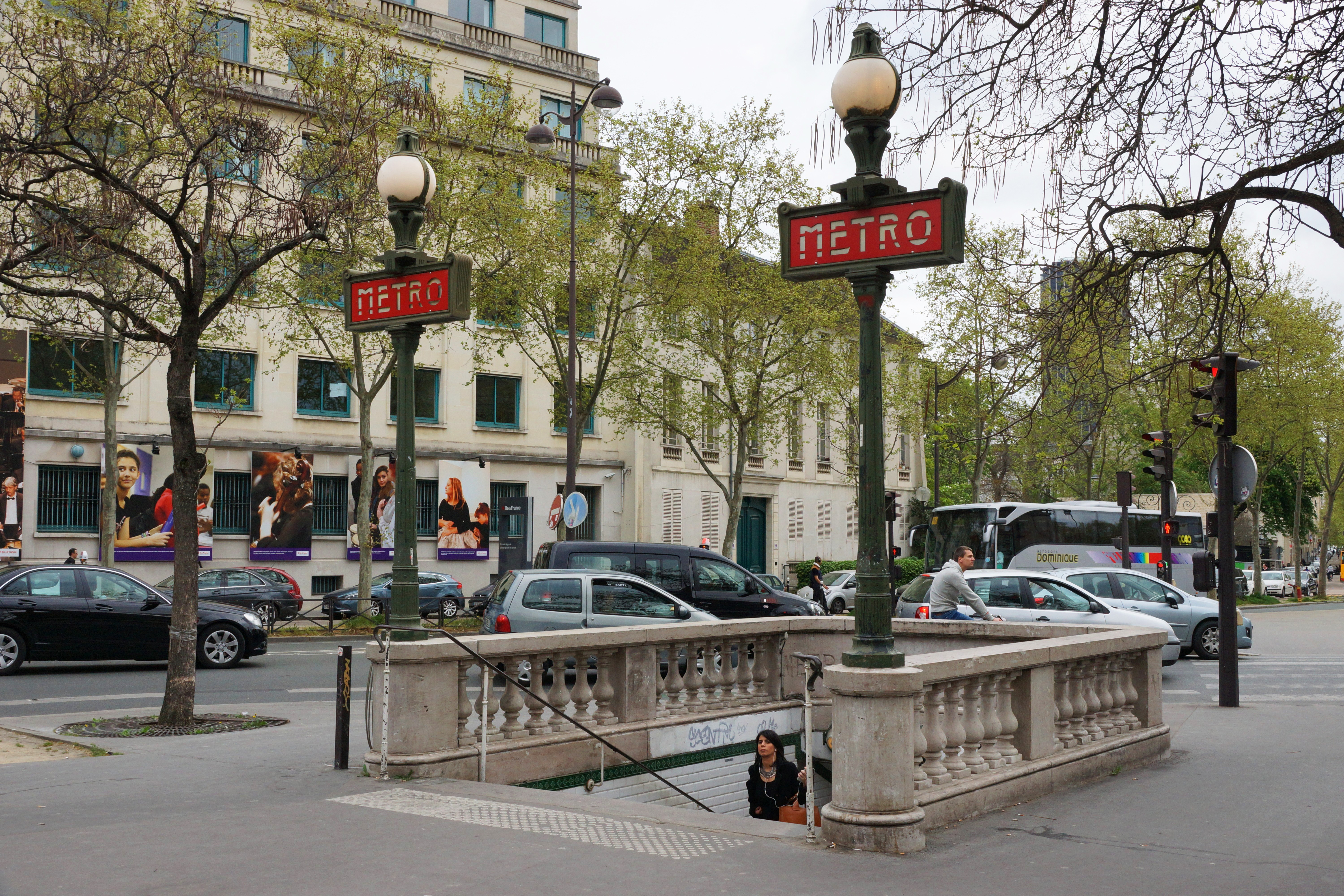
L'unique entrée de la station, signalée par deux mâts.
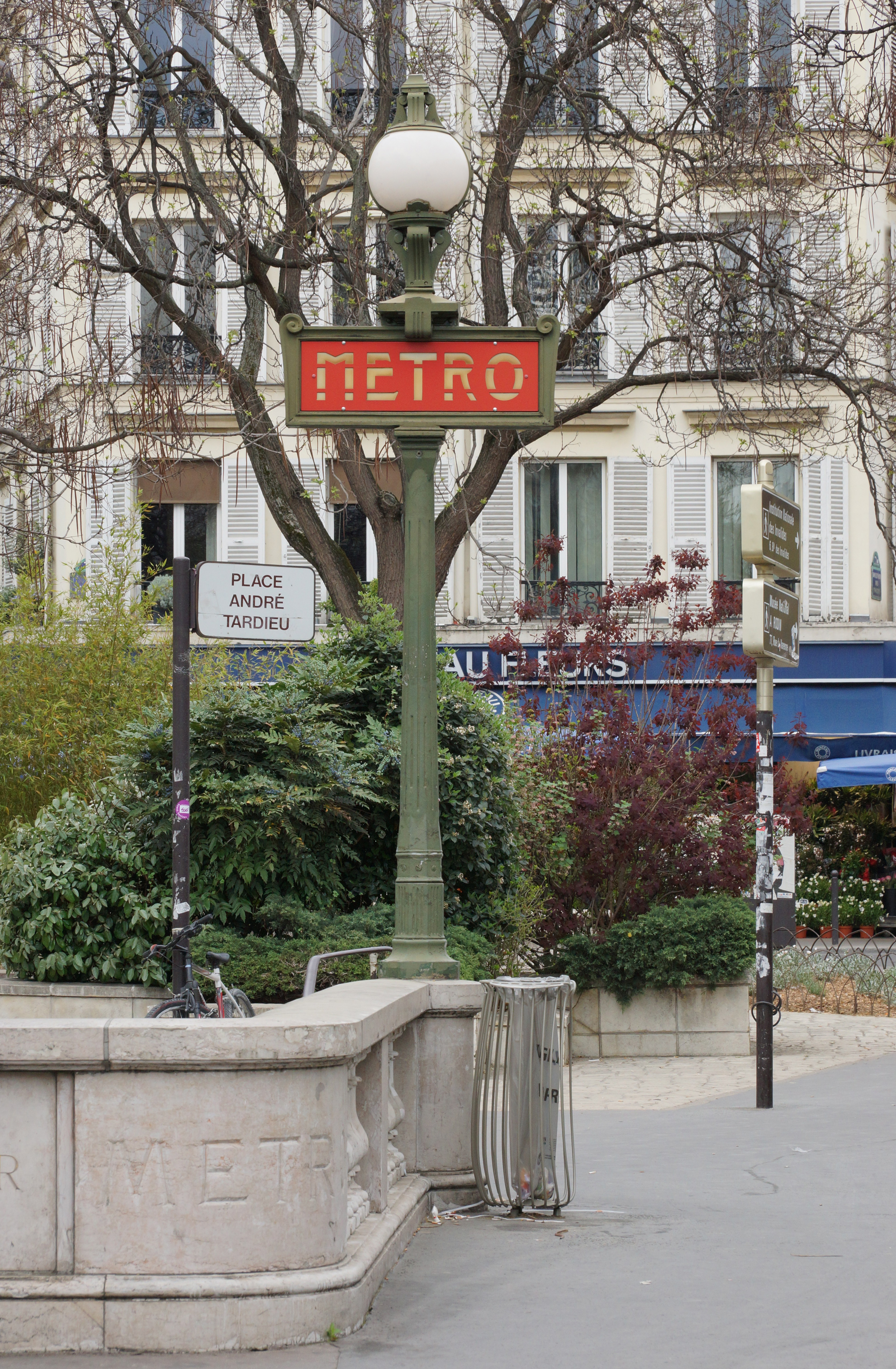
Candélabre Dervaux.
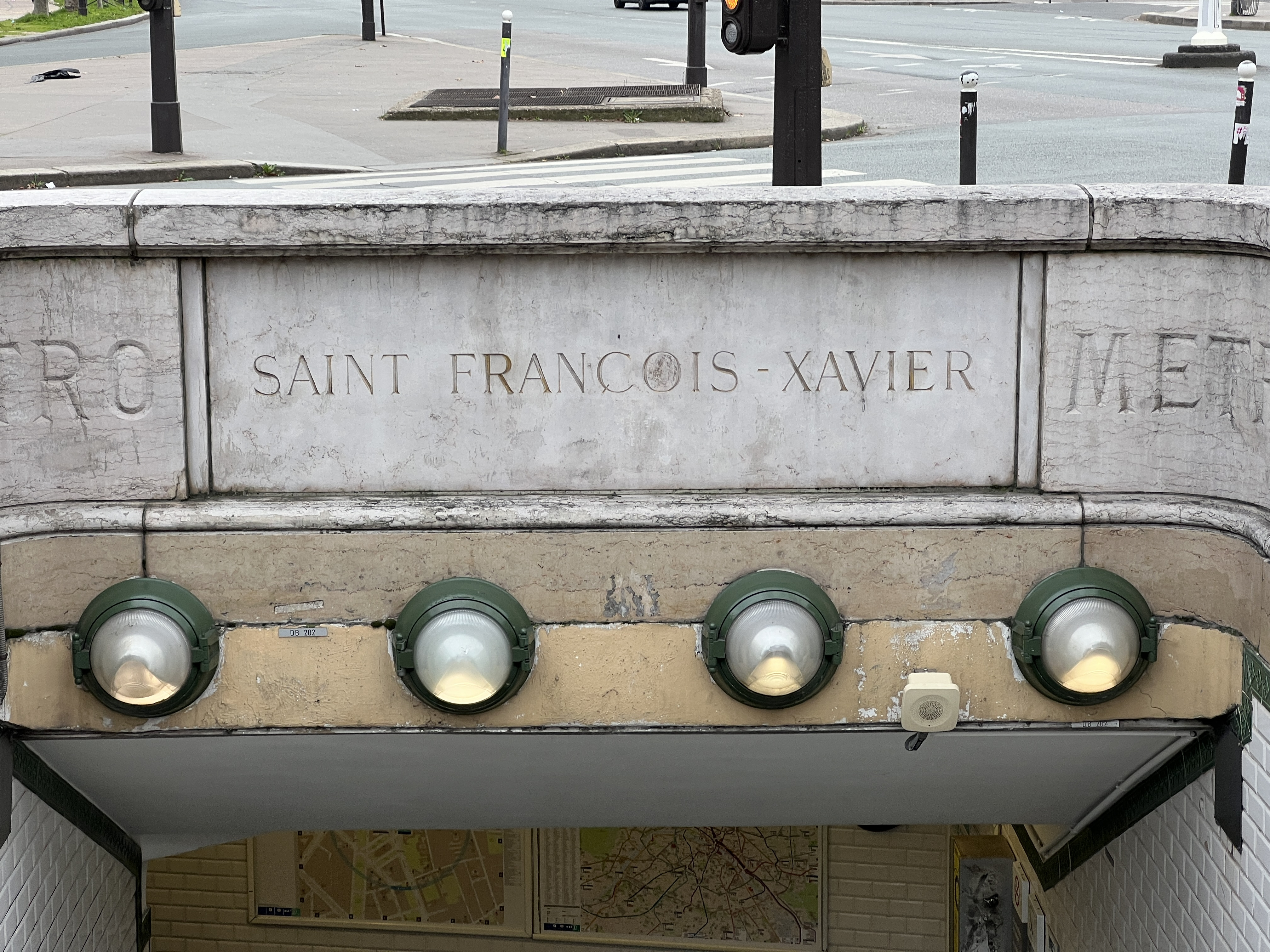
Gravure du nom de la station dans la pierre.

### Quais
Saint-François-Xavier est une station de configuration standard : elle possède deux quais, d'une longueur conventionnelle de 75 mètres, séparés par les voies du métro situées au centre et la voûte est elliptique. La décoration est du style utilisé pour la majorité des stations du métro : les bandeaux d'éclairage sont blancs et arrondis dans le style « Gaudin » du renouveau du métro des années 2000, et les carreaux en céramique blancs biseautés recouvrent les pieds-droits, la voûte ainsi que les tympans. Les cadres publicitaires sont en faïence de couleur miel à motifs végétaux et le nom de la station est également incorporés dans faïence murale, selon le style décoratif d'entre-deux-guerres de la CMP d'origine. Les quais disposent de sièges rouges de style « Motte » et comportent des portes palières mi-hauteur afin de prévenir le risque de chutes de voyageurs sur les voies.

Quais de la station
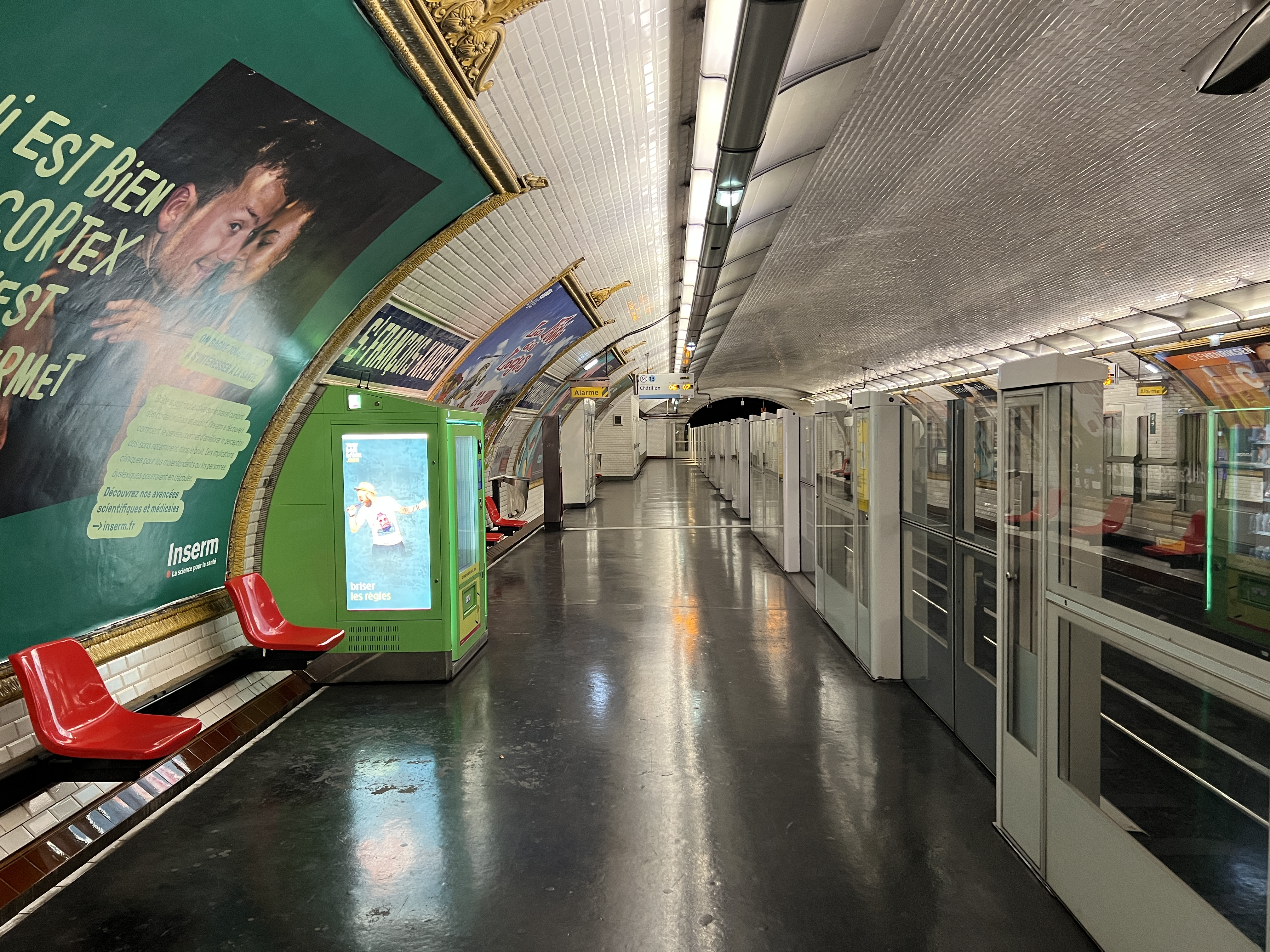
Vue du quai en direction de Châtillon - Montrouge.
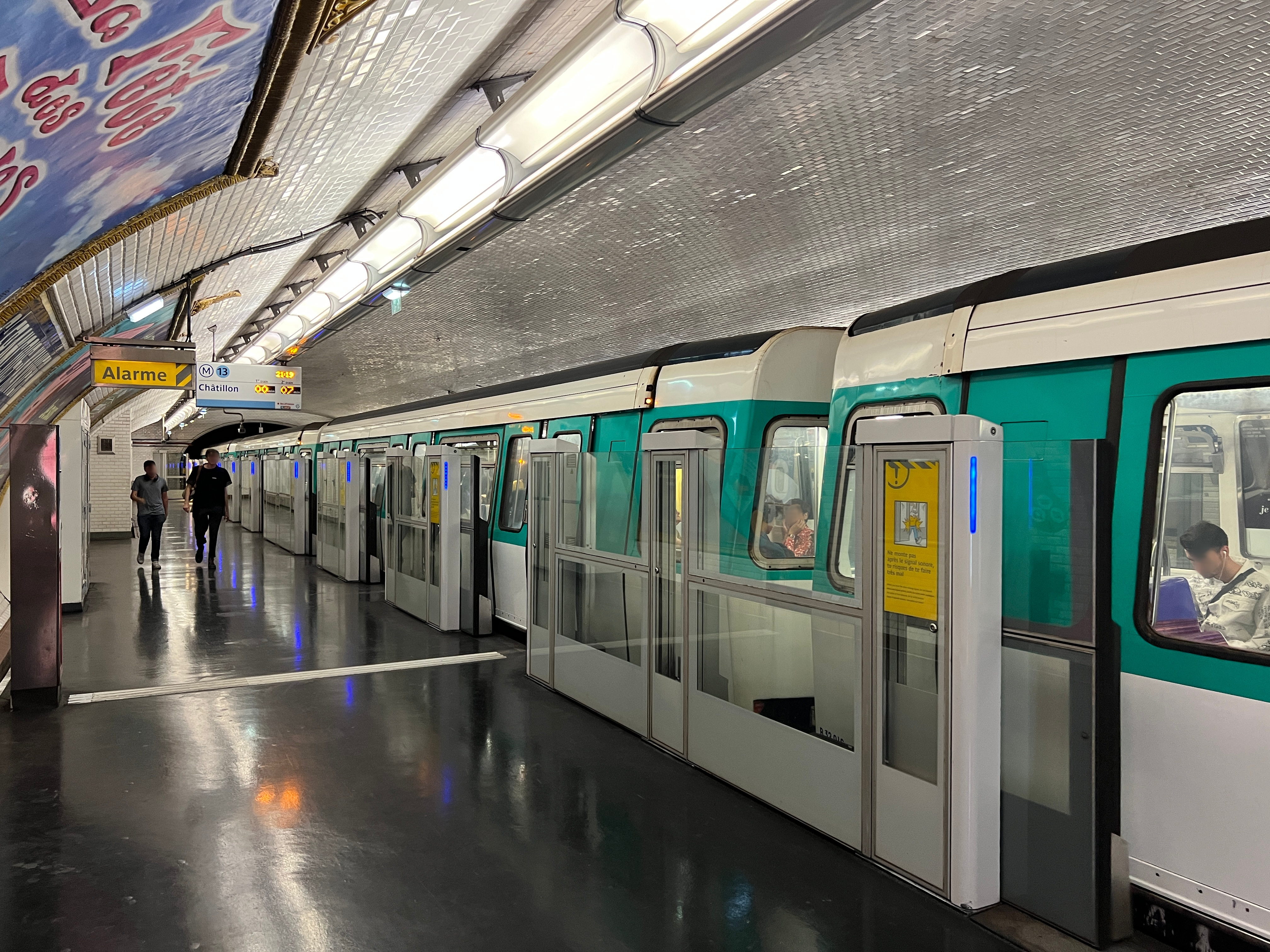
Rame MF 77 rénovée à quai en direction de Châtillon
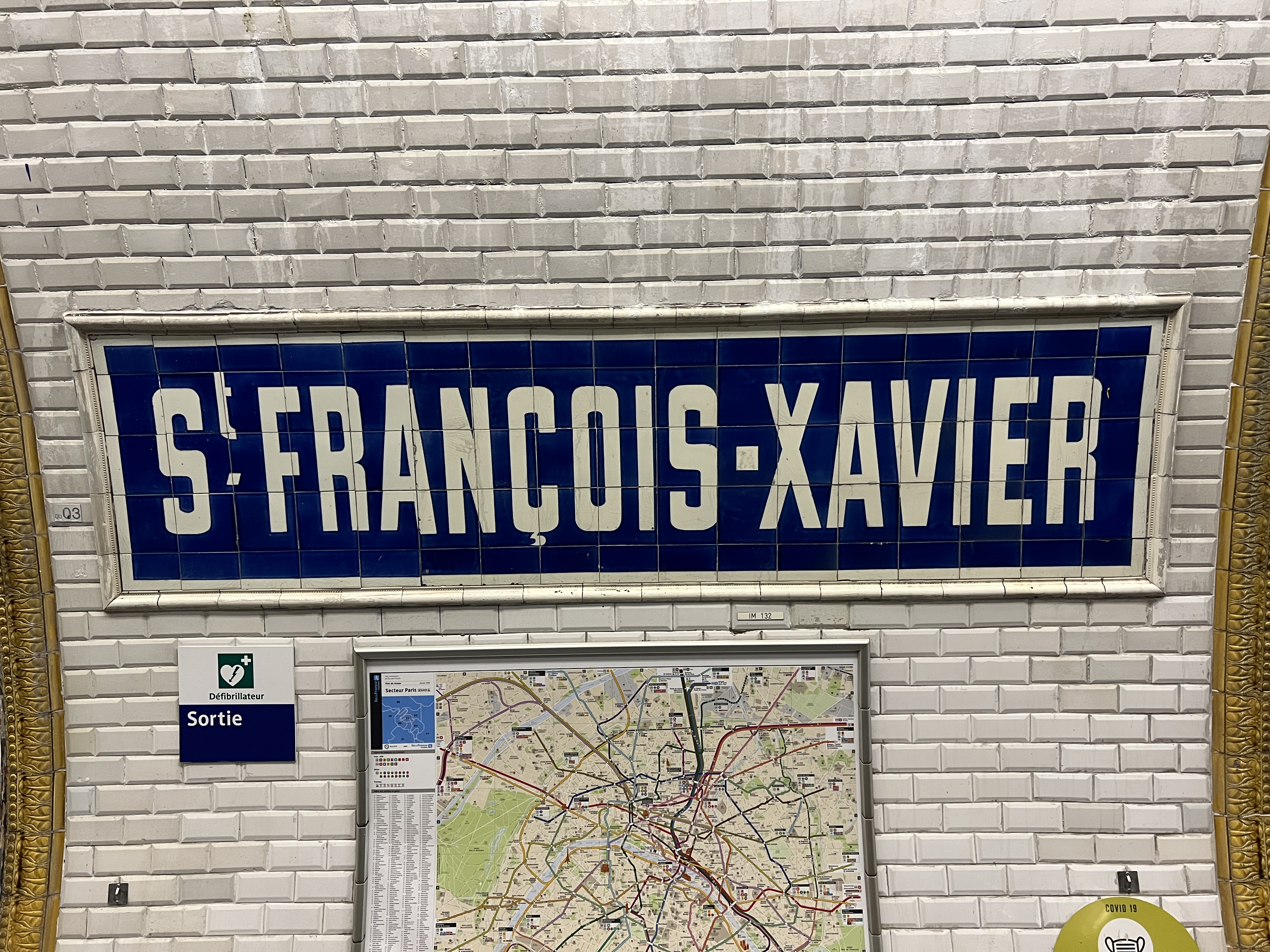
Faïence murale indiquant le nom de la station.

### Intermodalité
La station est desservie par les lignes 82, 86 et 92 du réseau de bus RATP.

## À proximité
- Église Saint-François-Xavier
- Square Pierre-de-Gaulle
- Square de l'Abbé-Esquerré
- Siège du Conseil régional d'Île-de-France
- La Pagode
- Lycée Victor-Duruy
- Ambassade des Pays-Bas
- Ambassade de Chine
- Hôtel de Montmorin (actuel siège du Ministère des Outre-mer)
- Ambassade de Tunisie
- Ambassade de Suède
- Hôtel de Cassini
- Jardin Catherine-Labouré
- Siège de la CNIL